# George Morren
George Morren (Ekeren, 27 luglio 1868 – Bruxelles, 21 novembre 1941) è stato un pittore belga.

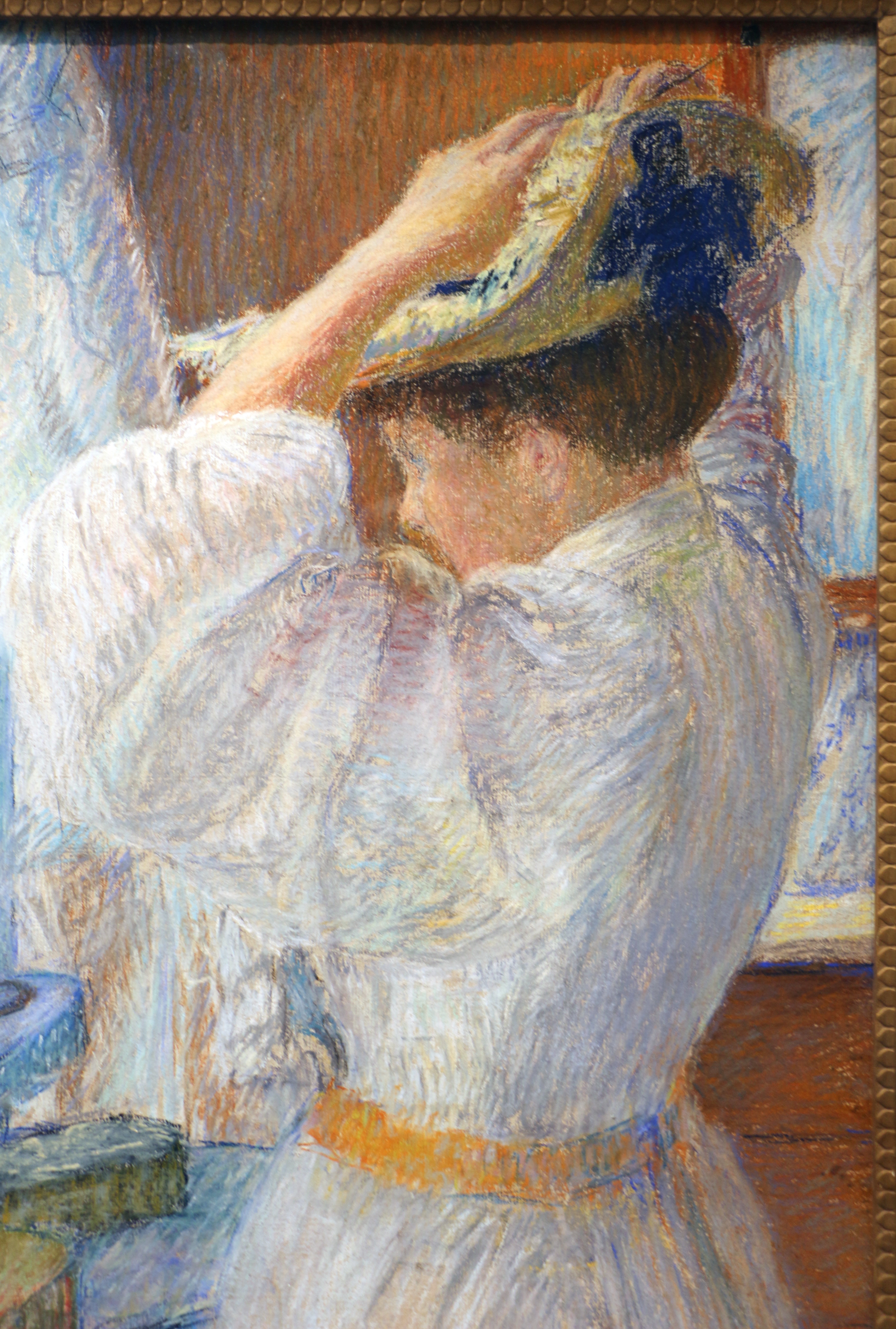
Mettersi il cappello

Appartenne alla scuola luminista impressionista dell'"Art Nouveau" belga.

## Biografia
George (o Georges) Morren era figlio di un ricco commerciante di cereali. 

Ricevette i primi rudimenti della sua formazione artistica ad Anversa. Fu poi il pittore Émile Claus a fargli da precettore e ad insegnargli gli elementi base della pittura luminista impressionista.

Morì a Bruxelles a 73 anni, nel 1941.

## Opere
- Sunday Afternoon, 1892[1]
- Le Renouveau, 1892
- Les perches à haricots, 1892
- Corando a Roupa, 1894[2]
- La jeune femme à sa toilette, 1903
- Le mois des roses et L’été, 1904–1907
- Renoncules, 1907
- Rue de village, c.1912
- Le panier de pommes, 1914
- Herderin, 1916
- Pruimen en dahlia’s, 1917
- Pivoines, 1919
- Le sommeil, 1921–1922
- La pergola, 1929
- Les Dolomites - Cortina d’Ampezzo, 1937
- Le Piano, 1939
- Le bâton de rouge, 1941
- A still life of a vase of summer flowers, a teapot
- Le Bassin de Neptune, Versailles: the palace gardens
- Nature morte aux fruits et legumes

## Altri progetti

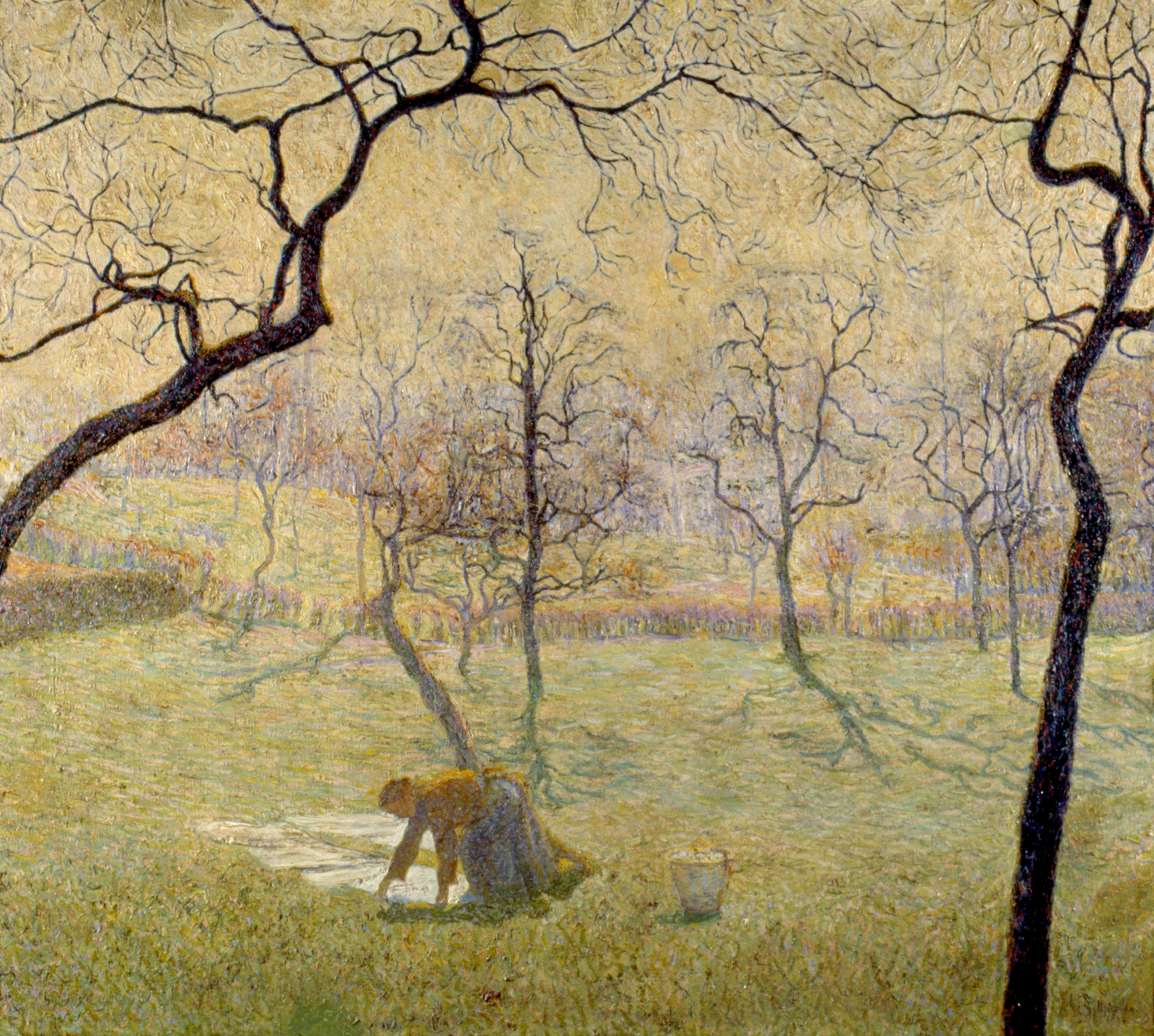
Il biancheggio dei panni al sole